# Heinkel He 231
Die  Heinkel He 231 war die Bezeichnung für den Entwurf eines Heckstarter-VTOL-Jagdflugzeugs des bundesdeutschen Herstellers Ernst Heinkel Flugzeugwerke in den 1950er-Jahren.

## Geschichte
Am 2. Dezember 1957 gab das Bundesministerium der Verteidigung eine Ausschreibung heraus, in der die Forderungen für einen VTOL-Allwetterjäger festgehalten waren. Das erste Konzept des Entwicklerteams bei Heinkel um Siegfried Günter ging in Richtung eines Heckstarters (Tailsitter).

### Konzept eines Heckstarters
Neben anderen Gründen war vor allem der erhebliche Gewichtsvorteil für die Einbeziehung des Heckstarterkonzepts mit Strahlantrieb und Nachbrenner maßgebend. Das Triebwerk mit dem besten Schub/Gewichtsverhältnis und den kleinsten Einbaumaßen war zu dieser Zeit das General Electric J79. Doch selbst mit diesem Triebwerk wäre das Flugzeug zu lang für den Heckstart gewesen, da der Schwerpunkt zu hoch über dem Boden gelegen hätte. Daraufhin wurde der Entwurf überarbeitet und erhielt vier deutlich kürzere General-Electric-J85-Triebwerke sowie Deltatragflächen.
Als Nachteile des Hecksitzers stellten sich heraus:
- Gefahr des Schiebens bei Seitenwind während des Landevorgangs. Zusätzlich erschwerten die schlechten Sichtverhältnisse und der extreme Anstellwinkel während der Transition die Landung.
- Überlaststarts waren ohne Zusatzraketen nicht möglich, was die taktischen Einsatzmöglichkeiten besonders eingeschränkt hätte.
- Schlechte Bewegungsmöglichkeiten am Boden.
- Schwierige Beladung und Wartung.

Mitte der 1950er-Jahre wurden einige Muster (Ryan X-13 Vertijet, Lockheed XFV-1, Convair XFY-1 Pogo und SNECMA Coléoptère) nach diesem Konzept entwickelt, die jedoch nicht zuletzt wegen der beschriebenen Nachteile nicht über das Prototypstadium hinauskamen.

### Erstes Flachstarterkonzept

Dreiseitenansicht der zweiten Konzeptstufe

Im weiteren Verlauf der Entwicklung wurden nur noch Entwürfe von in Horizontallage startenden Flugzeugen untersucht. Wenn der gesamte Schub sowohl für den Vertikal- als auch für den Horizontalflug zur Verfügung stehen sollte, war man auch hier auf möglichst platzsparende Triebwerke angewiesen. Das eigentlich für den Vertikalstart konstruierte Rolls-Royce RB.108 war jedoch schlecht geeignet, da es keinen Nachbrenner besaß und nicht für höhere Staudrücke ausgelegt war.
So kam man wieder auf das J85 zurück. Der resultierende Entwurf sah bei einem Startgewicht von 4950 kg je zwei Triebwerke im Vorder- und Heckteil vor. Jedes Triebwerk sollte eine Strahlumlenkung mit bei der Transition konstant bleibendem Querschnitt erhalten. Die Steuerung um die Querachse sollte im Schwebeflug durch die Schubregelung erfolgen. Für die Steuerung um die anderen beiden Achsen war Zapfluft der Verdichterstufen vorgesehen, die an den Flächenenden ausgeblasen werden sollte.
Die zu erwartenden Probleme im Zusammenhang mit der Schubvektorsteuerung bei einem Nachbrennertriebwerk hätten umfangreich Grundlagenuntersuchungen erfordert. Außerdem kam man zu dem Schluss, dass das Mehrgewicht der Strahlumlenkung zusammen mit dem komplizierten Rumpfaufbau mindestens so groß wäre wie das Mehrgewicht einer insgesamt schwenkbaren Triebwerksanlage in Gondeln und des notwendigen höheren Fahrwerks.

### Entenflügelkonzept
In der dritten Entwicklungsphase wurden daraufhin unterschiedliche Entwürfe mit insgesamt schwenkbaren Triebwerken untersucht. Man kam nach umfangreichen Windkanaluntersuchungen zum Schluss, dass die Ausschreibungsanforderungen am besten mit einem vierstrahligen Flugzeug in Entenbauweise zu erfüllen seien. Die Steuerung um die Längs- und Querachse im Langsamflug konnte hierbei durch die Schubkontrolle vorgenommen werden. In 20.000 m Höhe sollte mit den vier vorgesehenen J85-Triebwerken und einem Gesamtschub von 77,7 kN zweifache Schallgeschwindigkeit erreicht werden.
Bei der Starttransition sollte mit vertikal geschwenkten Triebwerken innerhalb von 5,6 s eine Höhe von 15 m erreicht werden. Anschließend war vorgesehen, eine Geschwindigkeit von 345 km/h nach insgesamt 20 s im aerodynamisch gestützten Horizontalflug zu erreichen. Die umgekehrte Landetransition sollte insgesamt 39 s dauern.

## Konstruktion
Der Rumpf des in Entenbauweise ausgelegten Flugzeugs war strukturell einfach aufgebaut und hatte größtenteils einen kreisförmigen Querschnitt mit einem maximalen Durchmesser von 1,10 m. Nutzlast, Kraftstoff und Fahrwerk sollten im Rumpf untergebracht werden. Als Standardbewaffnung war der Einsatz einer 25-mm-Maschinenkanone 251RK von Oerlikon mit 150 Schuss und vier Sidewinder-Luft-Luft-Raketen an Rumpfstationen geplant.
Als Besonderheit ist die vorgesehene Erhöhung der Oberflächenfestigkeit gegen die Schallbeanspruchung des Triebwerkstrahls zu nennen. So wurde auch eine Sandwich-Wabenkern-Konstruktion mit einer Stahl-Deckhaut in Erwägung gezogen, letztlich entschied man sich aus finanziellen Gründen für eine konventionelle Leichtmetallbauweise.
Nach einer grundlegenden Überarbeitung des Entwurfs in der zweiten Hälfte des Jahres 1958 sah man eine Erweiterung der hinteren Triebwerksgondeln um je ein zweites Triebwerk vor. Statt des J85 sollte nun das RB.153 von Rolls-Royce zum Einsatz kommen.
Nach der Gründung des Entwicklungsrings Süd im Februar 1959 wurde dieser Entwurf als EWR VJ 101A bezeichnet und noch bis zum Herbst 1959 weiterentwickelt, ehe er dann mit dem von Messerschmitt vorgelegten Entwurf VJ 101B zur VJ 101C zusammengeführt wurde.

## Technische Daten
| Kenngröße            | He 231 Tailsitter         | erstes Flachstarterkonzept |
| -------------------- | ------------------------- | -------------------------- |
| Besatzung            | 1                         | 1                          |
| Länge                | ca. 10 m                  | ca. 10,30 m                |
| Spannweite           | ca. 6 m                   | ca. 6,40 m                 |
| Höhe                 | 4,10 m                    |                            |
| Nutzlast             | 450 kg                    | 450 kg                     |
| Leermasse            | 4600 kg                   | 4950 kg                    |
| max. VTOL-Startmasse | 7460 kg                   | 7460 kg                    |
| Triebwerke           | vier General Electric J85 | vier General Electric J85  |